# Kathedraal van Mren
De Kathedraal van Mren (Armeens: Մրենի տաճար,Russisch: Мренский собор) is een 7e-eeuwse Armeense kerk in het district Digor van de regio Kars (Oost-Turkije). De kerk werd tijdens de Turks-Armeense Oorlog in 1920 geplunderd en verwoest.
De kathedraal bevindt zich aan de grens van Armenië, ongeveer 1,5 kilometer westelijk van de rivier Achurjan (Arpaçay), een zijrivier van de Aras. Het betreft een drieschepige basiliek met een koepel.
Op basis van een inscriptie op de westelijke gevel en gezien de stijlkenmerken wordt aangenomen dat de kerk werd gebouwd omstreeks de jaren 630-640. 